# MyISAM
MyISAM és un sistema d'emmagatzemament del sistema gestor de bases de dades MySQL. Està basat en el sistema ISAM d'IBM però proporciona múltiples extensions. Va ser el sistema d'emmagatzemament per defecte fins a MySQL 5.5, quan va ser substituit per InnoDB, perquè aquest darrer implementa transaccions, integritat referencial, i alta concurrència.
Cada taula MyISAM s'emmagatzema al disc en tres fitxers. Els fitxers tenen com a nom el nom de la taula i cadascun d'ells té una extensió diferent:
- .frm: Emmagatzema la definició de la taula (no forma part del sistema MyISAM, és part del servidor MySQL)
- .MYD (MyData): Aquest fitxer emmagatzema les dades de cada taula
- .MYI (MYIndex): Aquest fitxer conté els índexs de la taula.